# Torkamanczaj
Torkamanczaj (perski: تركمانچائ) – miasto w północnym Iranie, w Azerbejdżanie Wschodnim. W 2006 roku liczyło 6434 mieszkańców w 1645 rodzinach. W 1828 roku podpisano w nim persko-rosyjski traktat.